# Debbie Drechsler
Debbie Drechsler, född 1953, är en amerikansk illustratör och serieskapare som framför allt blivit känd för den självutlämnade serien Pappas flicka.
Drechsler visste tidigt att hon ville syssla med konst i en eller annan form. På 1970-talet upptäckte hon feministrörelsen såväl som den alternativa serierörelsen och tidningar som Wimmin's Comix. 1992 blev hon själv publicerad för första gången i Drawn & Quarterly.
Pappas flicka (Daddy's Girl i original) kom ut 1996 på Fantagraphics, en tung och delvis självbiografisk berättelse om ett barn som blir utsatt för sexuella övergrepp av sin far. Den hjärtskärande och självutlämnande serien blev Drechslers genombrott, publicerad och prisbelönt i stora delar av västvärlden (bland annat blev den belönad med svenska Urhunden 2000).
Drechslers senare serier har i viss mån varit tematiska fortsättningar på Daddy's Girl, där hon i halvfiktiv, halvt självbiografisk form har skildrat vilsna flickors ungdom och tonår. Tidningen Nowhere kom ut i fem nummer i slutet av 90-talet och seriealbumet Summer of Love publicerades 2002.
Utöver serieskapandet arbetar Drechsler professionellt som illustratör. Hon bor för närvarande i Santa Rosa, Kalifornien.